# Flamand (dialecte)
Pour les articles homonymes, voir Flamand.
Le flamand (Vlaams en néerlandais) est un ensemble de dialectes néerlandais majoritairement parlés en Belgique (Flandre). D'un point de vue linguistique, ils appartiennent à la famille des parlers bas-francique du groupe des langues germaniques occidentales.
Au sens plus large, qui est aussi le plus fréquent, on utilise le terme « flamand » comme terme générique pour désigner l'ensemble des dialectes néerlandais parlés en Belgique comme le brabançon (dont font partie l'anversois d'Anvers et le brusseleer de Bruxelles), le flamand oriental, le flamand occidental et le limbourgeois.
Au sens strict, le terme désigne en linguistique deux dialectes parlés actuellement en grande partie sur le territoire de l'ancien comté de Flandre : le flamand occidental et le flamand oriental.

Pour finir, il peut aussi être synonyme, bien que linguistiquement incorrect, du néerlandais standard tel qu'il est parlé en Flandre, tout comme l'usage populaire du mot « hollandais » pour désigner le néerlandais aux Pays-Bas. Les linguistes privilégient dans ce cas l'usage de néerlandais de Belgique.

## Dialectes parlés en Flandre

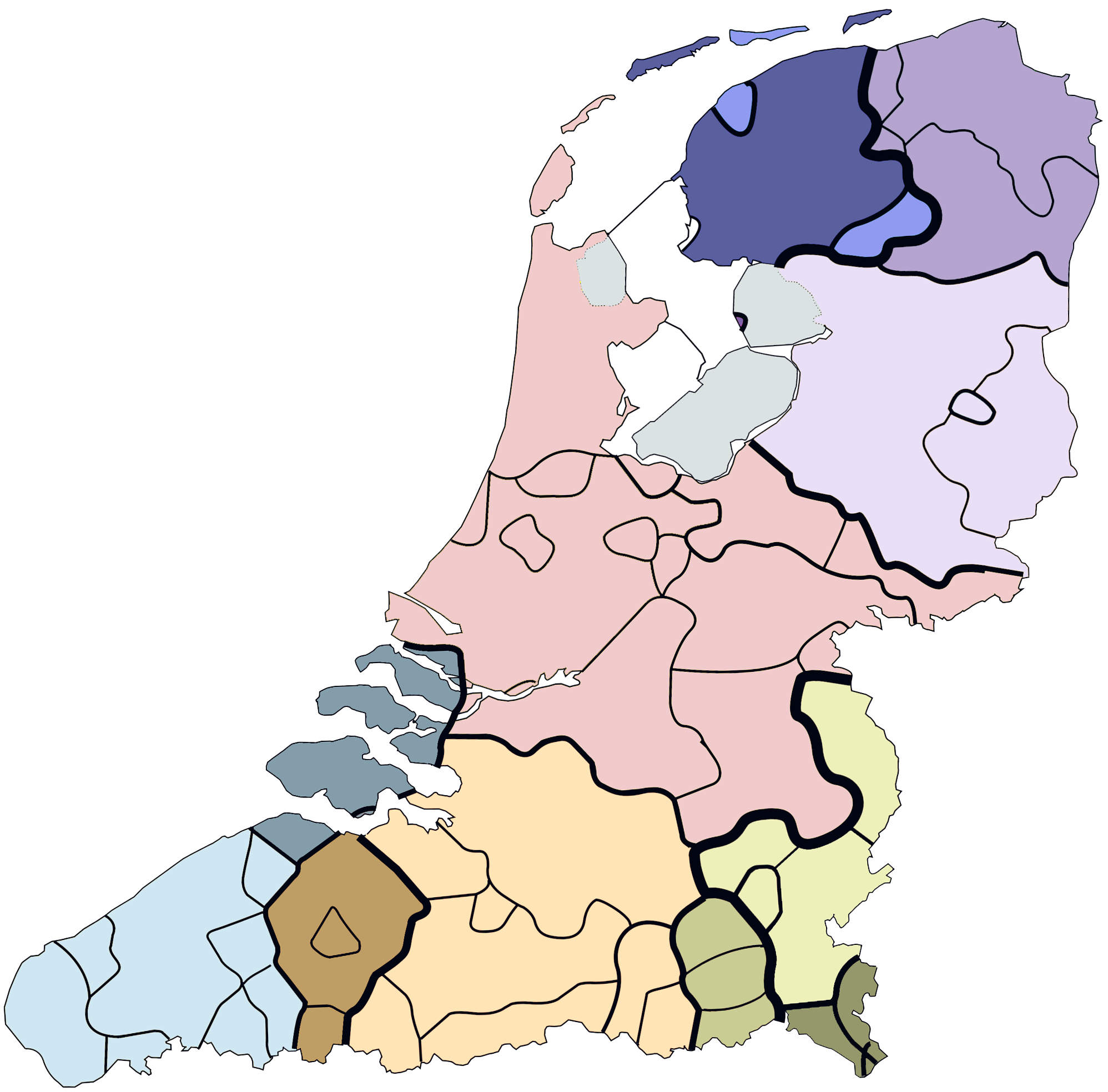
Dialectes du néerlandais. Le flamand au sens large regroupe les dialectes méridionaux parlés en Belgique.

Le flamand est, au sens large et dans le domaine linguistique, un dénominateur de tout dialecte parlé quelque part sur l'ancien territoire du Comté de Flandre. Cela s'étend du sud des Pays-Bas (Zélande) au nord de la France. D'ouest en est, il en existe beaucoup de variétés locales dont la plus répandue est sans doute le flamand occidental, qui serait parlé par plus d'un million de personnes dans l'extrême ouest de la Belgique. Quelques tentatives marginales ont été entreprises pour établir celui-ci en tant que langue « catholique » à part entière sur la base de la littérature de Guido Gezelle, mais celles-ci n'ont jamais abouti[réf. nécessaire].
Le flamand occidental de France a cependant été codifié de manière traditionnelle, selon les usages du vieux flamand de la région, dans l'ouvrage de Jean Louis Marteel intitulé Het vlaams dan men oudders klappen. L'exemple le plus frappant est l'emploi de [ae] (prononcé /ɒː/ ou /ɔː/) qui correspond au néerlandais standard [aa] (prononcé /a:/). Il possède une grammaire propre ainsi qu'un dictionnaire dont les auteurs sont Arthur Fagoo, Joël Sansen et Philippe Simon, édité en 1985.
Il n'est pas et n'a jamais été la langue officielle des Flamands en Belgique, rôle réservé au néerlandais dont l'usage et les règles reposent sur une convention (Nederlandse Taalunie) avec les Pays-Bas et le Suriname.
Cependant, le mot flamand est resté d'usage relativement courant en Belgique pour désigner (incorrectement) le néerlandais se référant tout de même à un néerlandais avec une prononciation spécifique « flamande ».

## «Langue» flamande

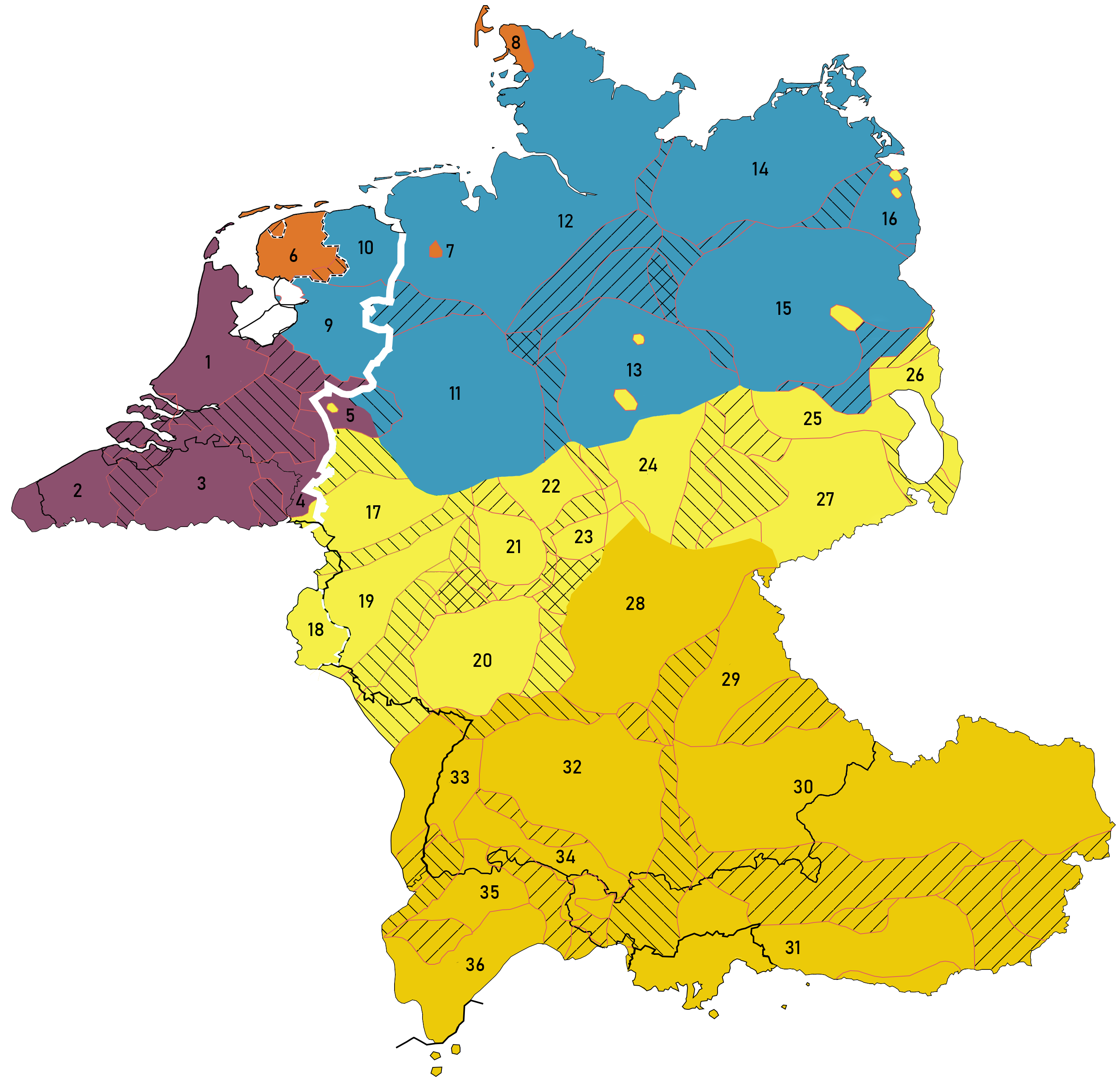
Langues et dialectes du groupe des langues germano-néerlandaises. Le flamand (2 et 3) et les parlers du néerlandais sont en violet.

Il existe au moins depuis le XVIe siècle des dictionnaires et des grammaires en « proto-néerlandais » ou « proto-flamand », ces dialectes parlés dans la Flandre médiévale et qui étaient des prédécesseurs du néerlandais actuel. Différents auteurs utilisent indifféremment les termes vlaems (et ses variantes) ou nederlands pour la désigner. En français, car il existait aussi des lexiques et des dictionnaires bilingues, cela donnait « langue flamande » ou « thioise ». Le mot « néerlandais » n'apparaît que très tardivement au XIXe siècle.
Il y a depuis le Moyen Âge une littérature en « proto-néerlandais », surtout au XVIIIe siècle, mais toujours vivante à travers le théâtre et la poésie des chambres de rhétorique.
Il n'y a jamais eu dans l'espace néerlandais un centre culturel assez puissant pour imposer sa langue comme norme unique à la différence, par exemple, de Paris pour le domaine français. Néanmoins le néerlandais standard (langue Ausbau) est principalement fondé sur les dialectes de Hollande.
Au XXIe siècle, bon nombre de Flamands parlent un parler dénommé tussentaal, littéralement « langue entre les deux » (entre le dialecte local et le néerlandais standard). Ainsi, la télévision néerlandaise diffuse parfois les séries flamandes avec des sous-titres en néerlandais standard, comme elle le fait pour les séries étrangères diffusées en version originale (les séries anglophones par exemple). D'autre part, la télévision flamande diffuse parfois les séries néerlandaises avec des sous-titres en néerlandais également, afin d'améliorer la compréhension.

## Le «flamand»  et le «hollandais»  en général

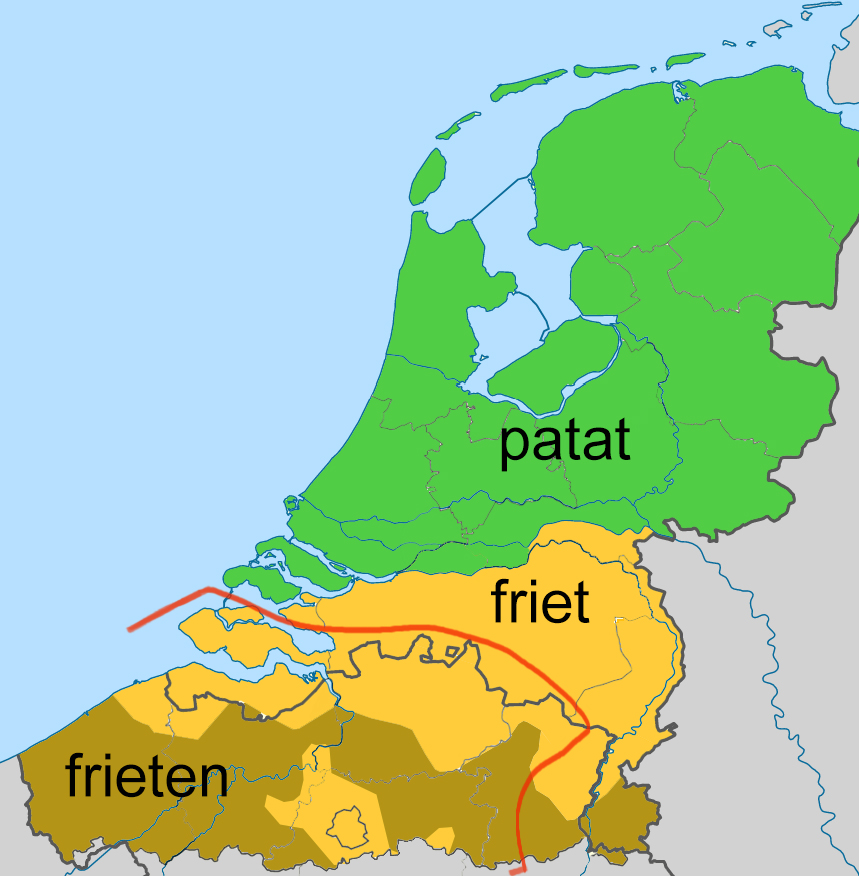
Carte de la langue néerlandaise et exemple d'un de ses grands isoglosses sur le mot (pommes) frites. La partie méridionale utilisant frieten correspond au sens large du flamand.

Entre le néerlandais parlé aux Pays-Bas et celui parlé en Belgique, certains mots et usages de mot sont différents. Voici une liste : le mot en néerlandais des Pays-Bas, puis le mot en néerlandais de Belgique et la traduction en français :
- le mot patat - frieten - des frites ;
- le mot spijkerbroek - jeans(broek) - (un pantalon en) jeans ;
- le mot zwager - schoonbroer - un beau-frère ;
- le mot ham - hesp - du jambon ;
- le mot sinaasappelsap ou zuderans - sinaasappelsap ou appelsiensap - jus d'orange ;
- le mot magnetron - microgolf(oven) - un four à micro-ondes ;
- l'expression spa rood - spuitwater - eau gazeuse (de n'importe quelle marque)
- l'expression spa blauw - platwater - eau non gazeuse (de n'importe quelle marque)